# PIANOIR 〜Sakiya plays his songs〜
『PIANOIR 〜Sakiya plays his songs〜』（ピアノワール〜サキヤ・プレイズ・ヒズ・ソングス〜）は、崎谷健次郎の通算4枚目のインストゥルメンタル・アルバム。2010年5月4日に発売された。

## 解説
- 崎谷自身の歌唱曲をピアノ編曲した本人プロデュース・演奏によるピアノ・インストゥルメンタル・アルバムで、『SAKIYA PLAYS HIS SONGS / piano instrumental "PIANISM"』に次いで10年ぶり、2作目にあたる。本作は、2010年5月4日に東京・南青山マンダラで行われる弾き語りライヴ"PIANOIR"を記念し、演奏を忠実に再現するように制作されている。
- 制作はLUNCH TIME CAFÉ、発売元はIMPRESSIONである。
- 2010年5月4日開催のコンサート会場（東京・南青山マンダラ）、通信販売限定盤。
- キャッチフレーズは、「”PIANOIRライブ”記念!　会場限定販売!　崎谷健次郎演奏によるピアノインストCD。「もう一度夜を止めて」他12曲収録。」[2]。
- CDジャケットは黒バックに大輪の花を映し出している写真を採用している[3]。

## 収録曲
- MELODY
- Close To Me
- Because Of Love
- もう一度夜を止めて
- Domani
- 夏のポラロイド
- ROOMS
- KISS OF LIFE
- SWEET EFFECTION
- アクリル色の微笑
- 涙が君を忘れない
- OUR LIVES

　全12曲　作曲 / 編曲：崎谷健次郎